# FC 토르페도 쿠타이시
FC 토르페도 쿠타이시(조지아어: საფეხბურთო კლუბი ტორპედო ქუთაისი, 영어: FC Torpedo Kutaisi)는 쿠타이시를 연고로 하는 조지아의 축구 클럽이다. 현재는 우마글레시리가에 참가하고 있다.

## 성적
- 우마글레시리가 우승 4회 (1999-2000, 2000-01, 2001-02, 2017), 준우승 3회 (1998-99, 2002-03, 2004-05), 3위 5회 (1991, 1993-94, 2011-12, 2012-13, 2018)
- 피르벨리리가 우승 1회 (2009-10)
- 조지아 컵 우승 3회 (1998-99, 2000-01, 2016), 준우승 4회 (1999-2000, 2001-02, 2003-04, 2010-11)
- 조지아 슈퍼컵 우승 2회 (1999, 2017)

## 선수 명단

### 현역
참고: FIFA 자격 규정에 따라 소속된 국가대표팀 국기를 표시합니다. 선수는 복수의 FIFA 비회원국 국적을 가지고 있을 수 있습니다.
| 번호 | 포지션 | 국적 | 이름               |
| ---- | ------ | ---- | ------------------ |
| 9    | FW     |      | 비에른 마르스 욘센 |
| 14   | MF     |      | 펠리페 피레스      |

| 번호 | 포지션 | 국적     | 이름              |
| ---- | ------ | -------- | ----------------- |
| 31   | GK     | 세르비아 | 필립 클라이치     |
| 40   | FW     |          | 리베라 크리스티안 |

### 역대
틀:FC 토르페도 쿠타이시 선수 명단